# Le intellettuali
Le intellettuali, tradotto anche come Le donne intellettuali, Le donne sapienti o Le femmine saccenti (titolo originale Les Femmes savantes) è una commedia in cinque atti scritta nel 1672 dal commediografo francese Molière.  Penultima opera di Molière, è l'ultima grande commedia scritta in versi. Fa parte di quel ristretto numero di opere che l'autore scrisse per sua necessità espressiva, e non per compiacere le esigenze della corte reale.

## Trama

### Primo atto
La scena si apre con un dialogo in cui vengono espresse le visioni inconciliabili delle sorelle Armande e Henriette sul matrimonio. La prima, infatti, disprezza i legami e le azioni materiali, tutta protesa verso i nutrimenti dello spirito, mentre Henriette, la minore, sogna una vita in seno al focolare domestico, con un marito e una prole da amare. I suoi interessi si rivolgono verso il giovane Clitandre, le cui profferte amorose nei confronti di Armande si sono rivelate infruttuose. Clitandre si innamora a sua volta di Henriette.

### Secondo atto
Ariste, fratello di Chrysale, sonda allora il terreno presso il padre della giovane - lo stesso Chrysale -, ottenendo una convinta approvazione del matrimonio tra Clitandre e Henriette. Tuttavia, il capofamiglia è succube della moglie Philaminte, la quale, infatuata della letteratura, dell'arte e di tutte le manifestazioni dello spirito, rimprovera al marito la rozzezza e la cura del patrimonio familiare. Gli impone di cacciare Martine, la domestica, perché si è espressa con vocaboli poco consoni allo spessore culturale della casa, e il coniuge, pur non approvando, cede. Inoltre, Philaminte ha progetti diametralmente opposti per la figlia minore, volendo darla in sposa al pedante e ottuso poeta Trissotin.

### Terzo atto
L'atto si sofferma sulla lettura, da parte di Trissotin, di alcune sue poesie, dinanzi all'estasiato pubblico femminile formato da Philaminte, Armande e Bélise, sorella di Chrysale. Ogni verso - per lo più giochini retorici in poesie galanti rivolte a nobildonne - viene sottolineato dai sospiri e dal giubilo delle dame, orgogliose di appartenere ad una ristretta élite di persone colte. La sola Henriette sembra non apprezzare, mentre, dopo l'ascolto dei sonetti e dei madrigali, la padrona di casa annuncia di voler costituire un circolo letterario, così da coltivare le ricchezze dello spirito ed emancipare la donna dal ruolo in cui gli uomini la confinano.
In seguito, Trissotin introduce nella casa un suo amico poeta, imbevuto di cultura classica, la cui pedanteria lo eguaglia. Vadius, questo il suo nome, si produce con Trissotin in un ipocrita scambio di iperbolici complimenti, finché un malinteso non fa degenerare la scena e i due si coprono di insulti. Dopo la sceneggiata, Philaminte rivela il suo piano matrimoniale, mentre Chrysale, informato, viene convinto da Ariste a prendere coraggio e affrontare la situazione con autorità, dimostrando chi comanda in casa.

### Quarto atto
Clitandre si presenta da Philaminte e Armande (alla quale ricorda i suoi rifiuti, ora che ipocritamente si direbbe disposta, malgrado tutto, a sposarlo), esprimendo i propri sentimenti e la propria lontananza dallo sterile autocompiacimento delle "donne sapienti" e di Trissotin, lamentando inoltre la loro inutilità sociale e spiegando che le cose dello spirito devono unirsi a quelle concrete. Tutti i suoi argomenti vengono tuttavia respinti: Philaminte è determinata a concludere il matrimonio entro sera e manda a chiamare il notaio. Henriette e Clitandre, allora, si giurano eterno amore in un tête à tête, mentre Chrysale si appresta a scendere in campo.

### Quinto atto
Henriette decide di parlare personalmente a Trissotin, manifestandogli la propria stima, ma chiarendo che il suo cuore appartiene a un altro uomo. Il poeta, però, replica di essere perdutamente innamorato di lei, e dichiara di non poter rinunciare alla dolce idea del matrimonio. A questo punto sopraggiungono il notaio, Chrysale e Philaminte. L'uomo fa inizialmente valere con coraggio le proprie posizioni, ma si mostra in seguito titubante, e la situazione gli sfugge gradualmente di mano fino al provvidenziale intervento di Ariste. Questi inventa una bancarotta in cui sarebbe incorsa la famiglia, accolto dall'indifferenza di Philaminte (che dimostra così una certa sincerità nel suo distacco dai beni materiali).
Trissotin, allora, svela il proprio animo meschino e la natura mercenaria dei suoi piani, affermando di non poter sposare Henriette contro la volontà della giovane. Philaminte apre gli occhi e capisce i veri intenti del poeta: indignata, acconsente al matrimonio tra Henriette e Clitandre, mentre Ariste rivela di aver mentito per assicurare il lieto fine: non c'è stata alcuna bancarotta.

## Storia dell'opera
L'opera fu rappresentata per la prima volta venerdì 11 marzo 1672 al Palais Royal, riscuotendo un notevole successo e rimanendo in programma fino al 5 aprile. Molière interpretava il ruolo di Chrysale, mentre la moglie Armande Béjart era Henriette. All'indomani della prima, Donneau de Visé salutava sul Mercure galant la commedia in termini entusiasti. Tuttavia, assieme alle rappresentazioni successive la popolarità andava via via decrescendo, forse anche a causa dell'imminente conflitto con l'Olanda, contro cui Luigi XIV entrò in guerra il 6 aprile.
All'inizio del 1673 Les femmes savantes veniva pubblicata per la prima volta. Contrastanti furono i giudizi della critica. L'erudito gesuita René Rapin (1621-1687), ottimo conoscitore di teatro, salutò con favore l'opera, ma lo scrittore Roger de Bussy-Rabutin, che lesse il testo senza avere visto le rappresentazioni, e lodò comunque la commedia, denunciò una certa innaturalezza nei personaggi e nella storia, « perché c'erano ben altri difetti da mettere in ridicolo in queste intellettuali, molto più naturali di quelli su cui Molière ha posto l'accento », come scrisse a Rapin, ringraziandolo per i libri che gli aveva fatto recapitare. Bussy-Rabutin rimase poco convinto, in particolare, dalla caratterizzazione di Philaminte, Martine e Bélise.
Sempre Bussy-Rabutin credette di vedere nel personaggio di Bélise una copia di Hésperia, che ne Les visionnaires di Desmarets de Saint-Sorlin (1637), al pari di Bélise, credeva scioccamente fossero tutti innamorati di lei. La scena dell'alterco tra Trissotin e Vadius, invece, ha un chiaro precedente nella commedia Les Académistes, di Saint-Evremond, dove i due pedanti Godeau e Colleret si rinfacciano a vicenda l'incompetenza poetica. Inoltre, dietro il litigio rappresentato ne Le intellettuali, i contemporanei videro senza fatica un riferimento a una polemica realmente scoppiata poco tempo prima tra l'abate Cotin e il poeta Ménage, identificabili rispettivamente nelle figure di Trissotin e Vadius.

## Fortuna della commedia
- Da questa commedia Giovanni Gastone Boccherini derivò il libretto per Le donne letterate, prima opera lirica di Antonio Salieri (1770).